# Caterina Caselli (album 1972)
Caterina Caselli è il quarto album della cantante italiana omonima, pubblicato dalla casa discografica CGD nel 1972, ovvero due anni dopo il precedente lavoro, anch'esso intitolato semplicemente con il nome completo dell'artista.
Alcuni brani dell'album vennero presentati, tra settembre e ottobre 1972, nella 25ª edizione della trasmissione radiofonica Gran varietà.

## Tracce

### Lato A
1. Triste amore (Sad Lisa - Cat Stevens)
2. L'uomo del Paradiso (Lady in Black - Uriah Heep)
3. Per chi (Without You - Badfinger)
4. Il silenzio vale più delle parole (We Have All the Time in the World - Louis Armstrong)
5. Lady Eleonora (Lady Eleonor - Lindisfarne)
6. I've Been Loving You Too Long (I've Been Loving You Too Long - Otis Redding)

### Lato B
1. Come è buia la città (Ain't No Sunshine - Bill Withers)
2. Tu sei mio padre (Son of My Father - Giorgio Moroder)
3. Meglio morire che perdere te (Mia Martini)
4. Cuore ferito
5. Ascolta mio Dio (Ascolta mio Dio - Peppino Gagliardi)
6. Ci sei tu